# Boys' Town FC
El Boys' Town Football Club es un club de fútbol de Jamaica que milita en la Liga Premier Nacional de Jamaica, la liga de fútbol más importante del país. 

## Historia
Fue fundado en 1940 en la capital Kingston como un proyecto cristiano del reverendo Hugh Sherlock para los jóvenes de la comunidad Trench Town de la capital.
El club ha sido campeón de liga en tres ocasiones, cinco veces subcampeón y cuatro veces campeones de Copa. A nivel internacional ha participado en un torneo continental, en la Copa de Campeones de la Concacaf del año 1985.

## Palmarés
- Liga Premier Nacional de Jamaica: 3

1984, 1986, 1988
- - Subcampeón: 5

1974, 1975, 1987, 2011, 2012
- Copa de Jamaica: 2

2009, 2010
- - Finalista: 1

2007
- Copa Presidente de Jamaica: 1

1980
- Torneo de Eliminación Jackie Bell: 1

2006
- - Finalista: 3

1993, 2004, 2007

## Participación en competiciones de la Concacaf
- Copa de Campeones de la Concacaf: 1 aparición

1985 - Desconocido

## Jugadores destacados
- Carl Brown
- Christopher Ziadie